# Luka Budava - Istra
Luka Budava - Istra este o arie protejată (sit de importanță comunitară — SCI) din Croația întinsă pe o suprafață de 1.237,01 ha, integral pe uscat.

## Localizare
Centrul sitului Luka Budava - Istra este situat la coordonatele 44°52′22″N 13°58′50″E / 44.872898°N 13.980436°E.

## Înființare
Situl Luka Budava - Istra a fost declarat sit de importanță comunitară în iulie 2013 pentru a proteja un număr necunoscut de specii din flora spontană și fauna sălbatică aflate în arealul zonei.

## Biodiversitate
Situată în ecoregiunea mediteraneană, aria protejată conține 1 habitat natural: Păduri de Quercus ilex și Quercus rotundifolia.
La baza desemnării sitului se află un număr nedeclarat de specii protejate.